# Вімблдонський турнір 1979
Вімблдонський турнір 1979 проходив з 25 червня по 7 липня 1979 року на кортах Всеанглійського клубу лаун-тенісу і крокету в передмісті Лондона Вімблдоні. Це був 93-ий Вімблдонський чемпіонат, а також другий турнір Великого шолома з початку року.

## Огляд подій та досягнень
На цьому Вімблдоні було запроваджено систему тайбрейку з вирішальним м'ячем при рахунку 6:6, а не 8:8, як раніше.
Бйорн Борг виграв свій четвертий Вімблдон і 8-ий мейджор загалом.
У жінок Мартіна Навратілова виграла Вімблдон удруге. Ця перемога була для неї також другою в одиночному розряді.
Перемогою у парному розряді Біллі Джин Кінг довела загальне число своїх вімблдонських титулів до 20, перевершивши попереднє досягнення Елізабет Раян. Навратілова зрівняється з нею за цим показником у 2003 році.

## Результати фінальних матчів

### Дорослі
| Одиночний розряд. Джентльмени Детальніше |                              |                              |
| Бйорн Борг                               | Роско Таннер                 | 6–7(4–7), 6–1, 3–6, 6–3, 6–4 |
|                                          |                              |                              |
| Одиночний розряд. Леді Детальніше        |                              |                              |
| Мартіна Навратілова                      | Кріс Еверт-Ллойд             | 6–4, 6–4                     |
|                                          |                              |                              |
| Парний розряд. Джентльмени Детальніше    |                              |                              |
| Пітер Флемінг Джон Макінрой              | Браян Готтфрід Рауль Рамірес | 4–6, 6–4, 6–2, 6–2           |
|                                          |                              |                              |
| Парний розряд. Леді Детальніше           |                              |                              |
| Біллі Джин Кінг Мартіна Навратілова      | Бетті Стеве Венді Тернбулл   | 5–7, 6–3, 6–2                |
|                                          |                              |                              |
| Мікст Детальніше                         |                              |                              |
| Боб Г'юїтт Грір Стівенс                  | Фрю Макміллан Бетті Стеве    | 7–5, 7–6(9–7)                |
|                                          |                              |                              |

### Юніори
| Одиночний розряд. Хлопці  |               |          |
| Рамеш Крішнан             | Дейв Сіглер   | 6–0, 6–2 |
|                           |               |          |
| Одиночний розряд. Дівчата |               |          |
| Мері-Лу П'ятек            | Алісія Мултон | 6–1, 6–3 |